# فلورنس ماكنزي
فلورنس فيوليت ماكنزي (بالإنجليزية: Florence Violet McKenzie) ، وأيضاً فلورنس فيوليت غرانفيل (1890-1982)، الحاصلة على رتبة الإمبراطورية البريطانية، والتي يلقبها ذويها بالسيدة ماك، وهي أول مهندسة كهربية أسترالية وهي أول من أسست وحدة إشارات الطوارئ العسكرية للنساء، وظلت تناشد بأهمية التعليم الفني للمرأة.
دشنت ماكنزي حملة مُوفقة للحصول على موافقة ل قبول مجموعة من متدرباتها الفتيات في سلاح البحرية على الرغم أنه لم يسبق لغير الرجال الالتحاق بالبحرية من قبل، وفيما بعد قامت بتشكيل قوات بحرية نسائية في أستراليا.
وقد تلقى ما يزيد عن 12 ألف فرد من القوات العسكرية تدريبهم في مدرسة تعليم الإشارات العسكرية التي أسستها ماكنزي في سيدني، وشمل التدريب عدة محاور منها التدريب على مهارات عديدة مثل دراسة شفرة مورس، والإشارات المرئية مثل التلويح بالأعلام (الإعلام الإشاري) والتعرف على مدونة الإشارات الدولية).
تمكنت فلورنس من الحصول على أول عقد عمل لها في مجال الهندسة الكهربية، وعكفت على التدريب واكتساب المهارة والخبرة حتى تصل إلى المستوى المطلوب والذي يمكنها من الحصول على دبلومة الهندسة الكهربية في الكلية التقنية في سيدني وذلك في عام 1918. وفي عام 1922 ، كانت فلورنس أول سيدة أسترالية تحصل على رخصة اللاسلكي للهواة. وفي الفترة بين العشرينيات والثلاثينيات، أنشأت فلورنس ورشة الأجهزة اللاسلكية في الرواق الملكي في سيدني، وذاع صيتها بين هواة اللاسلكي ومحبي هذا المجال.
وقد قامت فلورنس بإصدار مجلة أسبوعية متخصصة في ما يتعلق بالأجهزة اللاسلكية في عام 1922بعنوان «وايرلس ويكلي»، وأسست الاتحاد النسائي للكهرباء في عام 1934 ، كما قامت بإصدار أول كتاب للطهي باستخدام الأدوات الكهربية في عام 1936 ، إلى جانب ذلك قامت بمراسلة العالم الكبير ألبرت أينشتاين في فترة ما بعد الحرب.

## عائلتها ودراستها
وُلدت فلورنس فيوليت ماكنزي (فلورنس فيوليت جرانفيل) في 28 سبتمبر عام 1890 ، في ميلبورن، كانت تلقب بفلورنس فيوليت واليس قبل زواجها من سيسيل ماكنزي في العقد الثالث من عمرها. وهناك مصادر أخرى تشير إلى أنها وُلدت في عام 1892. أما اسم واليس فقد كان لقب زوج أمها السيد جورج، والذي كان يعمل تاجراً وكان دائم السفر.
انتقلت ماكنزي في طفولتها مع أسرتها إلى أوستنمير التي تقع في جنوب سيدني، وتروي ماكنزي قائلة:
" ذهبت إلى الكلية التقنية هناك في أوستنمير، وقابلت عميد الكلية وأخبرني بأنني لن أستطيع الالتحاق بالكلية ودراسة الهندسة إلا أن أكون بالفعل أملك عملاً في مجال الهندسة. وكان ردي حينها: حسناً، وهل إذا كنت قد أَوجَدت لنفسي عملاً في مجال الهندسة وكنت بالفعل أَشتغِل بالهندسة، هل هذا كان كافياً؟ ...قال لي العميد: نعم يكفي ولكن إذا جئتِ بما يثبت ذلك. غادرت المكان، وقمت بطباعة كروت خاصة بي مدون بها اسمي ووظيفتي كمهندسة كهربية، وقمت بتصميم الدعاية الخاصة بعملي، وقرأت أنه ثمة منزل في... أندركليف يقع على بعد ميلين فقط من محطة الترام... يسأل عن أسعار وتكاليف إدخال وتوصيل الكهرباء للمنزل... ذهبت إلى هناك بمفردي وبالفعل نجحت في الحصول على الوظيفة.... عدت بعدها للكلية مرة أخرى وأطلعتهم على كروتي التي صممتها وعلى عقد العمل الذي حصلت عليه، وكان ردهم: حسنا، يمكنك الآن البدأ في الدراسة. " هذا ما روته فلورنس ماكنزي.
ومنذ سن صغيرة، كانت ماكنزي مولعة وشغوفة بالكهرباء والاختراعات. وقد أشارت إلى ذلك في حوار لها في عام 1979 حيث قالت أنها كانت دائما ما تلهو بالأجراس والصفارات وأشياء مثل ذلك بالمنزل وخارجه، وكانت أمي أحيانا تطلب مني أن أعينها لإيجاد شيء ما لا تتمكن من رؤيته في الدولاب، فقد كانت أمي تعاني من ضعف في النظرلا يمكنها من الرؤية في الظلام، فقمت بإحضار بطارية ومن ثم قمت بتوصيلها بمفتاح، حتى إذا فتحت أمي باب الدولاب وأشعلت البطارية تخلل الضوء الناتج من البطارية إلى داخل الدولاب، وهكذا كانت بدايتي مع الكهرباء والاختراع والهندسة. حصلت ماكنزي على منحة من مدرسة ثيرول للدراسة في المدرسة الثانوية للفتيات في سيدني. وفي عام 1915 ، اجتازت ماكنزي اختباري الكيمياء والجيولوجيا في جامعة سيدني
ثم انتقلت إلى الكلية التقنية في أولتيمو للالتحاق بدبلومة الهندسة الكهربية،
وبحلول مارس عام 1922 ، حصلت ماكنزي على الدبلومة.
وفي ديسمبر عام 1923 ، تخرجت ماكنزي من الكلية التقنية بجامعة سيدني. وفيما بعد قامت بإهداء الدبلومة –وهي الأولى من نوعها التي تحصل عليها فتاة- لتكون ضمن محتويات متحف الطاقة الكائن في أولتيمو أيضاً.

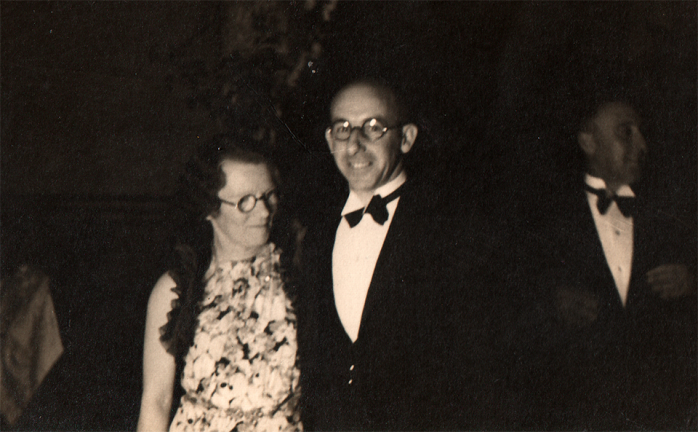
فلورنس فيوليت ماكنزي وزوجها سيسيل رولاند ماكنزي

سيسيل رولاند ماكنزي، هو مهندس كهربائي عُّينَ من قبل مجلس المحافظة بالقسم الخاص بالهندسة الكهربية، وكان هو أيضاً مولعا بالعلوم اللاسلكية ومن هواة الراديو اللاسلكي، وأحد العملاء الدائمون لدى ماكنزي في ورشتها. تزوجت فلورنس من سيسيل ماكنزي في عام 1924 ، وتم الزواج في ليلة رأس السنة في كنيسة سانت فيليب في أوبرن. وقد قاما ببناء منزل لهما في 16 جورج ستريت في غرينتش وألحقاه بغرفة للأجهزة اللاسلكية في أعلى المنزل، وقد بقي المنزل كما كان إلا أنه خضع لمجموعة من الترميمات والتطويرات منذ جاءت أسرة ماكنزي للعيش فيه. أنجبت ماكنزي طفلة واحدة في عام 1926 ، لكن مع الأسف ولدت الطفلة ميتة.
ويذكر أن فيوليت ماكنزي وزوجها دائما ما كانا يستضيفان ابنَّي أخت زوجها الوحيدة، والتر ريجينالد واليس، من ميلبورن. حسب ما ذكرت البيانات والمصادر. وتمكن هذان الصبيان، وهما ميرتون ريجينالد واليس وليندزي جوردون واليس، بتشغيل أول ورشة لاسلكي خاصة بهما في براهران في ميلبورن.

## بداية عملها واهتماماتها
```

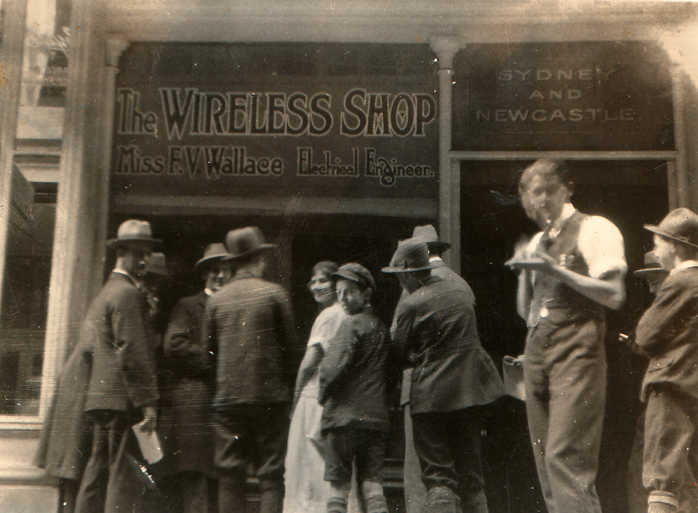
فيوليت ماكنزي في ورشة اللاسلكي الخاصة بها

عملت فيوليت ماكنزي مُدرسة 
للرياضيات
، في مدرسة الآرمادال قبل أن تتجه لدراسة 
الهندسة الكهربية
.
[
13
]
```

وأثناء دراستها، عملت ماكنزي مقاولة كهربائية، حيث قامت بتزويد عدة منازل بالكهرباء والطاقة، من بينها منزل السياسي أرتشدال باركهيل الكائن في موزمان، وفي المصانع والمحال التجارية منها مغسلة الملابس الموجودة في داولينغ ستريت.
كانت ماكنزي من أكبر وأشهر هواة الراديو اللاسلكي في أستراليا وهي أول فتاة تملك رخصة اللاسلكي وتتجه نحو العمل في مثل هذا المجال، وأعطيت لها علامة النداء الخاصة بها وهي "2ga" تم تغييرها فيما بعد إلى "vk2fv". وفي عام 1922 ، قامت بافتتاح ورشة لللاسلكيات بعد شراء جميع المستلزمات من شخص آخر سبقها في هذا المجال،
```
ويعتبر متجره هو الأقدم في 
البلدة
،
[
18
]
 وقد أقامت ماكنزي متجرها في الرواق الملكي الذي يمتد من جورج ستريت وحتى بيت ستريت، وقد حل محله فندق هيلتون في السبعينيات.
[
19
]
```

وتقول ماكنزي أن طلبة المدارس الذين كانوا يترددون على ورشتها هم الذين ساعدوها على معرفة واكتشاف شفرة مورس.
كما قامت بإصدار المجلة الأسبوعية الأولى في أستراليا المتخصصة في العلوم اللاسلكية والراديو اللاسلكي والتي كانت تصدر أسبوعياً تحت اسم «وايرلس ويكلي wireless weekly» بالتعاون مع ثلاثة آخرين. وبعد ذلك أصبحت المجلة شهرية، وتغير عنوانها إلى «الراديو والهوايات Radio And Hobbies»، ثم «الراديو والتلفاز والهوايات Radio And Telivision And Hobbies» وأخيراً «الألكترونيات في أستراليا» واستمر إصدارها وتداولها حتى عام 2001.

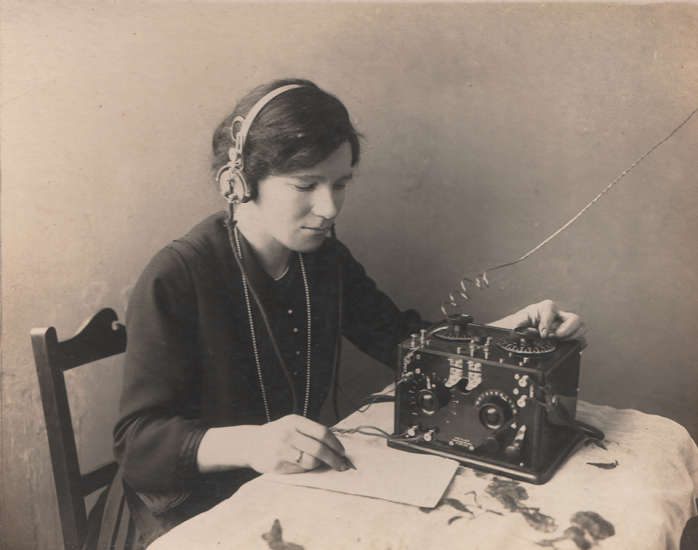
ماكنزي أثناء العمل بالراديو اللاسلكي c1922

وفي عام 1924 ، أصبحت ماكنزي أول عضوة من الفتيات في المعهد اللاسلكي بأستراليا، وفي العام نفسه سافرت إلى الولايات المتحدة الأمريكية للعمل هناك، وحلت ضيفة في راديو 6KGO في سان فرانسيسكو «الآنسة واليس، مهندسة كهربائية أسترالية، تتحدث إليكم الآن من الأستديو.» وكان حديثها على الهواء يدور حول توضيح الفارق بين أنظمة الترام في سان فرانسيسكو وفي سيدني.
وفي عام 1931 ، أوضحت ماكنزي أنها ساهمت بتجارب عدة في تحسين وتطوير أنظمة وعلوم التلفاز من خلال الكيمياء:
«كانت لَدّي مشكلة ملحوظة تجاه العمل الخاص بالتلفاز، وعزمت على أن أُكرس وقت فراغي في دراسة واكتشاف هذا النوع من العلوم، ولَدّي قناعة تامة بأن الكيمياء يمكن من خلالها توفير الحل المناسب وتسهل لي لاكتشاف هذا العلم ولذا قررت أن أسلك هذا الطريق».
كانت ماكنزي وزوجها من عشاق الأسماك الاستوائية، وكان لديهم بركة كبيرة لتربية الأسماك الاستوائية في فناء المنزل.
حيث ذكرت فيوليت ماكنزي للأنها قامت بعملية تسخين المياه باستخدام الكهرباء لتهيئة البيئة المناسبة لتربية الأسماك الاستوائية بمنزلها في العشرينيات، كما تحدثت في لقاءاتها وخطاباتها في راديو 2fc عن حبها وتربيتها للأسماك الاستوائية في الوقت الذي كانت تعمل فيه مهندسة كهربائية.
وفي يناير عام 1933 ، نشرت صحيفة «أكواريانا» الأمريكية مقالا لفيوليت ماكنزي تحدثت فيه عن بعض الكائنات البحرية الجميلة الموجودة في شواطئ سيدني، وأوصت بتربية فرس البحر وتهيئة البيئة المناسبة لها بوضعها في خزانات مملوءة بالمياه المالحة.

## التعليم الفني للمرأة

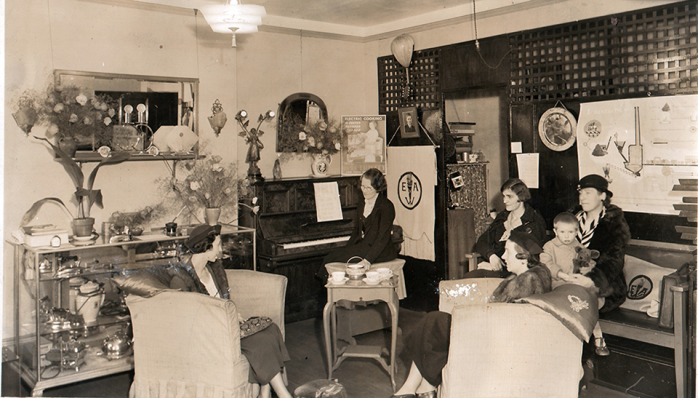
الغرف الخاصة باتحاد الكهرباء النسائي، ماكنزي تجلس على البيانو c 1936

في فترة الثلاثينيات، تحول اهتمام ماكنزي بشكل كبير إلى تعليم السيدات وتدريبهن على علوم الكهرباء والعلوم اللاسلكية، فقد لاحظت عبر السنوات مدى ضرورة أن تقوم بتدريب السيدات وتأهيلهن فنياً وتقنياً بنفسها. وفي عام 1925 ، صرحت ماكنزي ل مجلة «مرآة المرأة الأسترالية» قائلة أن هناك الكثير من السيدات اللاتي يقمن بتجارب عدة في مجال الكهرباء وهن أيضاً من هواة اللاسلكية، لذلك فإنها تشعر بالرغبة والتحمس الشديد لإنشاء نادٍ أو جمعية للعلوم اللاسلكية مخصص للنساء.
```
وفي عام 
1931
 ، صرحت ماكنزي لأحد الصحفيين 
بجريدة
 «صن داى صن» أنها تتمنى أن تخصص دورات وبرامج تعليمية للتدريب على علوم 
الكهرباء
 والتقنيات 
اللاسلكية
 التي يمكن الاستعانة بها في المنزل اللاسلكية في مدارس الفتيات والكليات العلمية.
[
26
]
```

وفي العام التالي، أمسكت ماكنزي بزمام الأمر وقامت بإنشاء كلية العلوم اللاسلكية للفتيات في فيليب ستريت، في عام 1932. وسعت لإقناع أصحاب الشركات والمصانع بتوظيف مجموعة من طالباتها، كما أشارت إحداهن لاحقاً قائلة:
«قررت الانضمام إلى مدرسة السيدة ماك للعلوم اللاسلكية والكهرباء التي تقع في فيليب ستريت، وكانت هذه هي المرة الأولى التي تتعامل فيها الفتيات مع الدوائر الكهربية، وشفرة مورس، وتصميم أجهزة راديو لاسلكية بأنفسهن. وبعد مضي فترة من الوقت، أدركت السيدة ماك أنه حان الموعد لتطبيق ما تعلمناه واكتسبناه من مهارات في الصناعة، وعليه فقد نجحت في إقناع شركة» إيرزون إل تي دي Airzone LTD«بتعيين أحدانا تحت التدريب في قسم الراديو، وكنت أنا من وقع عليها الاختيار للعمل بالشركة. ثم بعد ذلك بدأ توافد الفتيات من المدرسة للتدريب في الشركة، حيث بدأنا في قسم قطع الغيار ثم بعد ذلك انتقلنا لعدة أقسام أخرى.».
وأكدت ماكنزي، على أن الكهرباء لها دور هام في تخفيف الأعباء المنزلية على المرأة بشكل ملحوظ، مضيفة أنه جَدُّ عظيم عندما نرى المرأة قد تحررت من ثقل الأعمال المنزلية الشاقة نتيجة استعانتها بالكهرباء والأجهزة الكهربية. وفي عام 1934 ، قادت ماكنزي مبادرة تعليمية تحت اسم الاتحاد النسائي للكهرباء، (EAW) واتخذت له مقراً في 170 كينغ ستريت، وانتقل مقر الاتحاد بعد ذلك إلى 9 كلارينس ستريت. وقد ألقت ماكنزي محاضرات عديدة حول الإسعافات الأولية الخاصة بالصدمات الكهربية وذلك ضمن برنامجها حول قواعد الأمن والسلامة عند التعامل مع التيار الكهربي، حيث أعطت العديد من الإرشادات حول كيفية عمل الإسعافات اللازمة وال«إنعاش» للشخص المصاب عند التعرض للصعق بالكهرباء مشيرة إلى حادث خاص تعرضت له بسبب إصابتها بصدمة كهربائية أفقدتها الوعي لمدة ساعة كاملة، وفي هذا السياق أوضحت ماكنزي أن الإسعافات وعملية الإفاقة التقليدية يجب أن تتم على الفور وتستمر لمدة ثلاثة أرباع الساعة عقب حدوث الإصابة وأشارت إلى أن هناك إحدى الحالات استغرقت عملية إنقاذها أربع ساعات متتالية.
وفي عام 1936 ، قامت ماكنزي ببيع متجر الأجهزة اللاسلكية وتفرغت تماما للعمل بالاتحاد النسائي للكهرباء. كما قامت بتنظيم برنامج خاص بالطهي في المطبخ الخاص بالاتحاد، والذي تم تجهيزه بالمعدات والأجهزة الكهربية اللازمة من قِبل مجلس مقاطعة سيدني. وقامت أيضاً بإعداد كتاب للطهي والذي يعد أول كتاب يحتوي على وصفات ونصائح خاصة بالطهي تعتمد كلياً على أدوات وأجهزة كهربائية في أستراليا. وقد تم إصدار الكتاب في سبع مجلدات، واستمرت طباعتها ونشرها حتى عام 1954. وقامت أيضاً بإصدار كتاب إرشادي للأطفال حول كيفية التعامل مع الكهرباء بشكل آمن ودون تعرضهم للمخاطر الناجمة عنها، وصدر الكتاب بعنوان «the electric imps/ شبح الكهرباء» في عام 1938.
وفي يوليو عام 1938 ، كانت ماكنزي ضمن 80 امرأة ممن حضرن بالجلسة الافتتاحية الخاصة بفيلق (سلاح) الطيران النسائي الأسترالي وعرف لاحقا بمنتدى الطيران النسائي الأسترالي، والتي عقدت في نادي السيدات في نيو ساوث ويلز الواقع في 77 كينغ ستريت. وتم تعيين ماكنزي مسؤولة شؤون مالية ومدرسة متخصصة في شفرة مورس في المنظمة.

## سلاح إشارات الطوارئ النسائي
في عام 1939 ، قامت ماكنزي بتأسيس وحدة إشارات الطوارئ النسائية (WESC) وخصصت له عدة غرف في مقر الاتحاد النسائي للكهرباء، وكان يعرف أيضاً ب "sigs".
قامت الفكرة أساساً على تدريب السيدات على تقنية الإبراق حتى يكتسبن الخبرة التي تأهلهم إلى أن يحللن محل الرجال في أعمال الاتصالات المدنية ليتفرغ الرجال المتمرسون في هذا المجال للمشاركة في الحروب. إلى أن اندلعت الحرب، كان قد تم تدريب حوالي 120 سيدة في على الإشارات والإبراق ووصلن أعلى مستوى من الخبرة والكفاءة.

## القوات البحرية النسائية
```

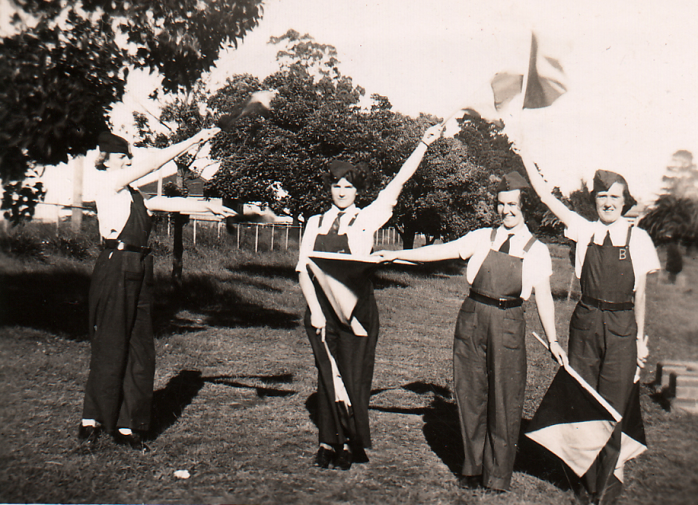
أفراد وحدة الإشارة يرتدن الزي الرسمي المصمم من قِبل ماكنزي، ويرسمون حروف اسم لوحدة WESC باستخدام الأعلام

لطالما سعت فيوليت ماكنزي إلى إلحاق الفتيات ممن تدربن على يدها 
بالقوات الجوية
 
والقوات البحرية
، في وحدة الإشارة والإبراق، لذلك قادت عدة حملات تناشد فيها بالسماح للفتيات بالالتحاق بقوات 
سلاح الإشارة
، إلا لم تفلح في مسعاها وقوبلت مطالباتها بالرفض الشديد من المسؤولين بالدولة. 
```

وفي عام 1940 ، بعثت بخطاب لوزير البحرية، رئيس الوزراء سابقاً السيد
ويليام موريس «بيلي» هيوز فحواه: «أود أن أطرح على سيادتكم خدمات وحدة الإشارة والإبراق لدينا، فإن لم يتم قبول المرشحات كأفراد في القوات البحرية في سلاح الإشارة فبالأحرى يقبلن كمدربات للإشارات العسكرية والإبراق» وبالرغم أن اقتراحها قوبل بالرفض، تلقت ماكنزي بعدها بفترة سبعة تذاكر من الدرجة الثالثة بالقطار، لها ولستة من السيدات، للسفر إلى ميلبورن والتوجه لمجلس البحرية للاختبار. وفي مطلع يناير عام 1941 ، توجه القائد نيومان، قائد وحدة الإشارات والاتصالات بالبحرية الأسترالية، إلى مقر وحدة الإشارة النسائي في كلارينس ستريت، لاختبار مدى كفاءة المتدربات هناك. وبعد إجراء الاختبارات لهن، وجد القائد نيومان أن تلميذات ماكنزي على مستوى عالٍ من الحرفية والخبرة، لذلك أوصى بالموافقة على إلحاقهن وقبولهن في القوات البحرية. إلا أن ويليام هيوز كان مازال مترددابعض الشيء. وبعد تهديد ماكنزي بتحويل العرض إلى القوات الجوية، ظهرت الحاجة الماسة إلى أفراد بوحدة الإشارات والإبراق من ذوي الخبرة بالقوات البحرية، وفي 21 أبريل أصدرت السلطات بياناً رسمياً تم فيه إعلان السماح للسيدات بالدخول في القوات البحرية الأسترالية. وكانت هذه هي بداية ظهور القوات البحرية النسائية الأسترالية. (the WRANS) وقال الوزير أنه لا دعاية يمكنها أن تلائم هذا الحدث الذي يعتبر كسرا للعادات المتعارف عليها.
وفي 28 أبريل عام 1941 ، اصطحبت ماكنزي طاقماً من المتدربات مكون من 14 متدربة، 12 خبيرة إشارات واثنتان من أخصائيات المساعدة المنزليالخاصة بالتقنيات اللاسلكية ة. حيث تم توقيع الكشف الطبي عليهن في 25 أبريل، ثم انتقلن إلى هاماس هارمان في كانبيرا في 28 أبريل عام 1941. كانت السيدات جميعهن يرتدين الزي الأخضر الخاص بقوات سلاح الإشارة النسائي الأسترالي الذي صممته ماكنزي بنفسها، وذلك قبل أشهر قليلة من تجهيز الزي الخاص بالقوات البحرية النسائية. وتم تعيين فرانسيس بروفين قائدة لفرقة البحرية النسائي. ثم تزايد عدد أفراد البحرية النسائية ليصل إلى ما يقرب من 2600 سيدة مع نهاية الحرب، مما يمثل حوالي 10 في المائة من إجمالي عدد القوات البحرية الأسترالية في ذلك الوقت.
```
وعن كلٍ، فقد بلغ عدد السيدات اللاتي تلقين تدريبهن على يد ماكنزي حوالي 
300
 سيدة، التحق ثلثهن 
بالقوات البحرية
[
21
]
 أما باقي الفتياتفقد ظللن يعملن كمدربات في مدرسة كلارينس ستريت. 
```

وفي مايو عام 1941 ، منحت القوات الجوية فلورينس فيوليت ماكنزي رتبة ضابطاً فخرياً لقيادة القوات الجوية النسائية المعاونة، وبذلك يمكنها رسمياً تدريب افراد وضباط القوات الجوية الأسترالية. ويعد هذا المنصب هو المنصب الرسمي الوحيد الذي شغلته ماكنزي أثناء الحرب تكليلاً لجهودها.

## تدريب ما بعد الحرب
ساهمت فيوليت ماكنزي في إعادة تأهيل تأهيل الأفراد والجنود من قوات سلاح الإشارة وتدريبهم على تقنيات الإشارة والإبراق، وذلك بعد انقضاء فترة الحرب، حيث أبقت على مدرستها مفتوحة أمام كل من يرغب في تلقي التدريب. ففي الأعوام التالية للحرب، قامت ماكنزي بتدريب العديد من أفراد القوات البحرية التجارية، وقوات الطيران التجاري، وكذلك عدد آخر ممن يرغبون في الحصول على ما عرف برخصة الاتصال الإشاري.
وفي عام 1948 ، قام أحد الصحفيين بعمل زيارة لمقر التدريب وقام برصد المشهد هناك، حيث وصف قائلا:

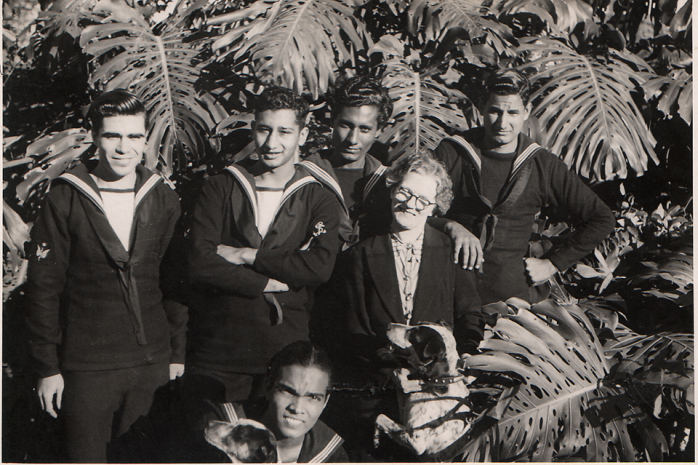
فيوليت ماكنزي مع أفراد القوات البحرية 1953

```
"على 
طاولة
 بأحد 
الأركان
 يجلس مجموعة مكونة من ستة 
أفراد
 من المتدربين، منهم 
ضابط
 من قوات المناورة (جندي درجة ثالثة) 
صيني
 
الجنسية
، وآخر من 
بورمة
. واثنان من 
جنسية
 
أمريكية
، أحدهما أتى من 
غينيا
 الجديدة للحصول على رخصة الاتصال الإشاري، والآخر 
ضابط
 
سفن
 
بحرية
 جاء للغرض نفسه. وفي 
زاوية
 أخرى يجلس 
قائد
 
للجيش
 
الوطني
 
الأفغاني
 يستعد لأداء 
امتحان
 "العشرون كلمة في دقيقة"، 
وضابط
 لاسلكي 
بالسفن
 
الإنجليزية
. وأيضاً كان هناك أحد 
عناصر
 قوات 
السلاح
 الملكي 
البريطاني
 (القوات الخاصة)، 
وضابط
 
بحرية
 من أصول 
هندية
، وكذلك مجموعات من 
القوات الجوية
 كانت موجودة لتلقي التدريب.
[
32
]
```

وصرحت ماكنزي لأحد الصحفيين قائلة أنه بعد انتهاء الحرب، عاد جميع الطيارين راغبين في الالتحاق ب مدرسة «كانتاس» لاستئناف التدريب لكنهم كانوا بحاجة إلى التدريب بشكل أكبر على استخدام شفرة مورس بطريقة أسرع وأيضاً على كيفية استخدام العتاد والتقنيات الحديثة. وقد قامت وزارة الطيران المدني بتخصيص غرفة بالمدرسة لتدريب عناصر القوات الجويةوتجهيزها بأحدث أجهزة الإرسال والاستقبال والبوصلات اللاسلكية ليتمكن المتدربون من مباشرة تدريبهم للحصول على رخصة الاتصال الإشاري بالمدرسة.
ومنذ عام 1948 ، عقدت ماكنزي أول محاضرة في برنامج رخصة الاتصال اللاسلكي الهاتفي عبر خطوط الطيران. وقال أحد الضباط السابقين بالقوات الملكية البريطانية، والذي ذهب للتدريب مرة أخرى في مدرسة ماكنزي ليكون مؤهلاً للعمل المدني، قال أنهم كانوا عادة ما يقضون اليوم كله في المدرسة وساعدهم على ذلك كونهم متفرغين لا يحملون أية وظيفة وقتها، وإن كانت هناك مصروفات وتكاليف مدفوعة لهذا البرنامج لكانت ماكنزي ربحت مبلغا وفيراً من المال، إلا أنه في الحقيقة يكن هذا البرنامج مقصدا لها للربح بل إني أظن أنها كانت تتولى الإنفاق على البرنامج من مالها الخاص. والحق أقول، فإن جميع الطيارين الذين أصبح لهم مستقبل باهر في مجال الطيران والقوات الجوية في أستراليا يدينون بالفضل للسيدة ماكنزي في ذلك، إذ كانت مدرستها هي الوحيدة من نوعها في سيدني في ذلك الوقت تقدم التدريبات على العلوم اللاسلكية وعلى شفرة مورس للطيارين، ولم توجد مدرسة أخرى وقتها فصاعدا تقدم التدريب مجاناً دون أية تكاليف تذكر.
وكان من بين الطيارين الذين تلقوا التدريب في مدرسة ماكنزي، باتريك غوردون تايلور وسيسيل آرثر باتلر. كما قامت ماكنزي بتدريب ميرفين وود الذي أصبح ضابطا مفوضا في الشرطة في نيو ساوث ويلز، بالإضافة إلى تدريب القادة والمدربين في قسم الملاحة البحرية في كل من مدرسة ميلبورن وكلية سيدني.
وعلى ضوء الملف الشخصي الذي تم نشره بإحدى المجلات في عام 1953 ، تلقت ماكنزي إخطارا غير رسمي من مالكي مبنى 10 مدرسة كلارنس ستريت بإخلاء المدرسة. وحسب ما أوردته السجلات والمصادر فإن ماكنزي انتقلت إلى مكان آخر في سيركيولار كواي، وذلك قبل أن تصل لسن التقاعد عن العمل وتعود لمنزلها في غرينتش في عام 1954. وقالت ماكنزي أنها أغلقت المدرسة بعد أن قامت القوات الجوية بإنشاء مدرسة بديلة وبعد أن قامت الحكومة بإضافة قسم للتدريب على الإشارة والإبراق بقسم الملاحة البحرية في الكلية التقنية. لكنها استمرت في مساعدة طلابها وحل مشكلاتهم داخل منزلها الخاص.

## أواخر حياتها

### مراسلة أينشتاين
```
بحلول عام 
1949
 ، بدأت ماكنزي في 
مراسلة
 
ألبرت أينشتاين
، وتضمن خطابها الأول تمنياتها له بالشفاء العاجل من وعكته الصحية التي تعرض لها.
[
46
]
 وتم الاحتفاظ برسالتين من رسائل ماكنزي لأينشتاين ضمن مودعات 
أينشتاين
 
بالقدس
. وقد اتضح من الخطاب الثاني لماكنزي أن 
أينشتاين
 بادلها بالمراسلة هو أيضاً مرة واحدة على الأقل.
```

وقد ذكرت مصادر أن ماكنزي ظلت تراسل ألبرت أينشتاين خمسة عشر عاماً على التوالي قبل وفاته في 1955. إلا أن السجلات الوثائقية أكدت أن تلك المصادر بها نوع المبالغة في يتعلق بتلك المعلومة.
وقد أرسلت ماكنزي لأينشتاين مجموعة هدايا خلال تلك الفترة، من بينها مجموعة من القذائف أرسلتها خصيصاً لابنته كان قد جمعها جنود القوات الجوية في فترة الهدنة بناءًا على طلب منها. كما أرسلت له أداة البمرنغ (وهي أداة خشبية من أصل أسترالي تستخدم في الصيد) بعث بها إليها أحد الطيارين من وسط أستراليا. وقد كتبت له قائلة أن أصدقاءه من دارسي الرياضيات سيعجبون جدًا بهذه الأداة وسيستمتعون بتجربتها وحساب مسافة ارتفاعها في الهواء.
كما ذكرت تقارير أخرى أنها بعثت له بآلة الديدجيريدو (آلة موسيقية من أصل أسترالي) وأرسلت له أيضاً تسجيلات لمقاطع صوتية معزوفة باستخدام آلة الديدجيريدو مرفقة بشروح لكيفية العزف عليها، حيث كتب إليها أينشتاين يسأل عن كيفية العزف عليها لأنه لم يتمكن من اللعب عليها حيث لا يعرف كيف تعمل الآلة.

### الجوائز والتكريم
في الثامن من أغسطس عام 1950 ، تم منح فيوليت ماكنزي رتبة الإمبراطورية البريطانية بدرجة ضابط تكريماً لجهودها وعملها في وحدة إشارات الطوارئ النسائية والتدريب على تقنيات الإشارة والإبراق. وفي عام 1957 ، تم انتخابها وتعيينها زميلة بالمعهد الأسترالي للملاحة.
كما أصبحت قائدة للقوات البحرية النسائية في عام 1964. وفي عام 1979 ، أصبحت عضواً بجمعية البحرية الملكية لهواة اللاسلكي.
وكذلك في عام 1980 ، وضع اسمها في لوحة الشرف ليشاهدها الجميع ممن يتوافدون على كنيسة سيمان مارينارز (أو كنيسة البحارة)في جناح الملاك الطائر، وذلك تخليدا وتكليلاً لما بذلته من جهود وما لديها من مهارات وكرم وشخصية مرموقة وأخلاق رفيعة. وقد انتقل مقر الكنيسة إلى 320 سوسيكس ستريت، ووضعت اللوحة بالحديقة ليكون بمتناول الجميع رؤيتها.

### وفاتها
على الرغم أن فيوليت ماكنزي تكبر زوجها سيسيل بحوالي 9 (عدد) سنوات، عاشت ماكنزي مدة أطول بعد وفاة زوجها بلغت 23 سنة. وبعد وفاة زوجها في عام 1958 ، عاشت ماكنزي في منزلها برفقة شقيقة زوجها جين التي كانت تعمل مدرسة للمرحلة الابتدائية. وفي عام 1977 ، انتقلت ماكنزي إلى دار رعاية للمسنين مجاور لها في غلينوود إثر إصابتها بسكتة دماغية أسفرت عن حدوث شلل تام في الجانب الأيمن من جسدها أصبحت على إثره قعيدة على كرسي متحرك.
توفيت فيوليت ماكنزي في منامها في 23 مايو عام 1982 ، وفي أثناء تشييع جثمانها في كنيسة في غرينتش، قام عدد من أفراد القوات البحرية النسائية يبلغ حوالي 24 فرداً بتشكيل حرس الشرف بالجنازة. وتم حرق جثمانها في محرقة بالضواحي الشمالية بأستراليا، وفي يونيو عام 1982 ، صدر كراس من القوات البحرية النسائية تم نشره ولاءاً وتخليداً لذكرى ماكنزي معلمتهن وقائدتهن الراحلة. ومن بين ما تم ذكره في هذا الكراس هو بيان كانت ماكنزي قد كتبته قبل يومين فقط من وفاتها، ومما تضمنه هذا البيان مقولة لها تقول فيها: "... كل شيء قد انتهى، واستطعت أن أثبت لهم جميعًا أن النساء سواء أمام الرجال، بل هن أفضل منهم.

## وصلات خارجية
```

```

- "McKenzie, Violet" record and Biography (CC-By-SA) at the قاموس سيدني، اطلع عليه في 7 September 2010.
- McKenzie, Florence Violet (1892–1982) at the Australian Women's Register.
- Signals, currents and wires: the untold story of Florence Violet McKenzie, in "Hindsight" ABC Radio National[الإنجليزية] by Catherine Freyne. First broadcast 16 March 2008.

## سيرة ذاتية
- Huie, Shirley Fenton (2000), Ships belles : the story of the Women's Royal Australian Naval Service in war and peace 1941–1985, Watermark Press, رقم دولي معياري للكتاب 978-0-949284-47-1